# Vegas Robaina

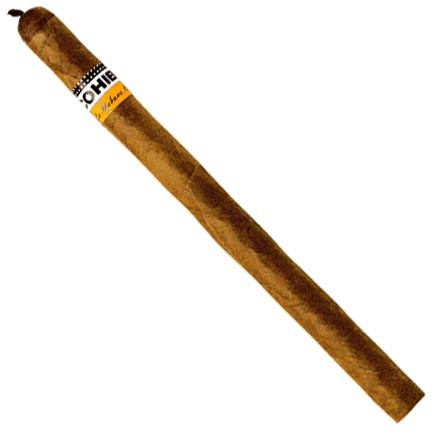
Cigares cubains

Vegas Robaina est une marque de cigares cubains classée dans le sommet (alto) de la pyramide des marques selon la société Habanos S.A. qui la commercialise. La marque est classée haut-de-gamme, mais pas luxe.

## Histoire
La marque Vegas Robaina tire son nom d’Alejandro Robaina, producteur de tabac de la région de Vuelta Abajo, ayant une large notoriété à Cuba. Elle est créée en 1997 par la société Habanos S.A. en hommage aux producteurs de tabac de l’île. Le lancement de cette marque destinée uniquement à l’exportation se fait à Madrid, à l’hôtel Ritz, en juin 1997, en présence d’Alejandro Robaina.

## Activités

### Production
L’exploitation d’Alejandro Robaina est celle qui produit la part de tabac destinée aux cigares d’exportation la plus importante de l’île : environ 80 % alors que la moyenne est d’un peu plus d’un tiers.

### Produits
La marque comprend cinq modules :
- Don Alejandro (double corona, Ø 2,0 cm, L 19,4 cm) - en 2017, Habanos annonce son intention d'arrêter la production de ce modèle[4];
- Unicos (Piramide, Ø 2,1 cm, L 15,6 cm) ;
- Clasicos (Lonsdale, Ø 1,7 cm, L 16,5 cm) ;
- Familiares (Corona, Ø 1,7 cm, L 14,2 cm) ;
- Famosos (Ø 1,9 cm, L 12,7 cm).